# 想い (水樹奈々の曲)
「想い」（おもい）は、水樹奈々の1枚目のシングル。2000年12月6日にキングレコードから発売された。

## 解説
水樹奈々のデビューシングル。本作以降、シングル・アルバムともにアルファベット表記のタイトルが続く。日本語のみのタイトル曲は、14枚目のシングル（両A面シングル）『アオイイロ』まで無く、純粋に日本語のみのタイトル作品は本作と19枚目の『深愛』、20枚目の『夢幻』、25枚目の『純潔パラドックス』、30枚目の『禁断のレジスタンス』、31枚目の『エデン』のみ。
プロデューサーの三嶋章夫は、このシングルについて「内面の大人っぽさ、愛くるしいルックスと底抜けの明るさ、女性としての落ち着きなど、我々スタッフが彼女に抱いたイメージの全てが詰まった1枚にすることをコンセプトに制作しました」と語っている。
初回出荷枚数は2900枚に留まり、オリコン・週間シングルチャートでは集計範囲の100位以内にランクインしなかった。しかし、約11年が経過した2011年12月12日付オリコン・週間シングルチャートで、先週の圏外から184位に登場。発売以来同ランキングに登場したことがなかった当作品にとって、11年越しの初ランクインとなった。
2014年の「NANA WINTER FESTA 2014」の物販の影響で、オリコン・デイリーシングルチャートで前日の圏外から48位にランクインしている。
表題曲のミュージック・ビデオは制作されていない。
2020年12月には、メジャーデビュー20周年記念商品として12インチシングル盤のアナログレコードの受注生産をキング・アミューズメント・クリエイティブ本部公式通販サイト「キンクリ堂」にて受け付け、2021年2月中旬に出荷された。

## 収録曲
全作詞：村野直球
1. 想い [4:36]
  - 作曲：住吉中 / 編曲：NOV
  - ドラマCD『少年進化論plus』イメージソング
2. アノネ〜まみむめ☆もがちょ〜 [3:15]
  - 作曲：住吉中 / 編曲：NOV
  - PS2用ゲーム『まみむめ★もがちょのプリントアワー』主題歌
  - テレビアニメ『まみむめ★もがちょ』オープニングテーマ
3. ピアス [4:52]
  - 作曲・編曲：NOV
4. 想い（vocalless ver.）
5. アノネ〜まみむめ☆もがちょ〜（vocalless ver.）

## 収録作品
| 曲名                        | 収録作品名                                          | 作品種類           | 発売日         | 備考                      |
| --------------------------- | --------------------------------------------------- | ------------------ | -------------- | ------------------------- |
| 想い                        | supersonic girl                                     | オリジナルアルバム | 2001年12月5日  | Pedigreed mix版として収録 |
| 想い                        | THE MUSEUM                                          | ベストアルバム     | 2007年2月7日   |                           |
| 想い                        | NANA MIZUKI "LIVE ATTRACTION" THE DVD               | ライブ・ビデオ     | 2003年3月26日  |                           |
| 想い                        | NANA MIZUKI LIVE SKIPPER COUNTDOWN THE DVD and more | ライブ・ビデオ     | 2004年3月3日   |                           |
| 想い                        | NANA MIZUKI LIVE RAINBOW at BUDOUKAN                | ライブ・ビデオ     | 2005年4月6日   |                           |
| 想い                        | NANA MIZUKI LIVE MUSEUM×UNIVERSE                    | ライブ・ビデオ     | 2007年6月6日   |                           |
| アノネ〜まみむめ☆もがちょ〜 | NANA MIZUKI LIVE SKIPPER COUNTDOWN THE DVD and more | ライブ・ビデオ     | 2004年3月3日   |                           |
| アノネ〜まみむめ☆もがちょ〜 | NANA MIZUKI LIVE RAINBOW at BUDOUKAN                | ライブ・ビデオ     | 2005年4月6日   |                           |
| アノネ〜まみむめ☆もがちょ〜 | NANA MIZUKI LIVE MUSEUM×UNIVERSE                    | ライブ・ビデオ     | 2007年6月6日   |                           |
| アノネ〜まみむめ☆もがちょ〜 | NANA MIZUKI LIVE DIAMOND×FEVER                      | ライブ・ビデオ     | 2009年12月23日 |                           |
| アノネ〜まみむめ☆もがちょ〜 | NANA MIZUKI LIVE CASTLE×JOURNEY -KING-              | ライブ・ビデオ     | 2012年5月2日   |                           |
| アノネ〜まみむめ☆もがちょ〜 | NANA MIZUKI LIVE CIRCUS×CIRCUS+×WINTER FESTA        | ライブ・ビデオ     | 2014年5月28日  |                           |
| アノネ〜まみむめ☆もがちょ〜 | NANA MIZUKI LIVE ADVENTURE                          | ライブ・ビデオ     | 2016年1月21日  |                           |
| アノネ〜まみむめ☆もがちょ〜 | SMASHING ANTHEMS                                    | オリジナルアルバム | 2015年11月11日 | 未公開ライブ映像          |